# 飯島保篤
飯島 保篤（いいじま やすあつ、1837年〈天保8年〉 - 1911年〈明治44年〉8月26日）は、幕末の幕臣。明治時代の公吏。東京市本所区長。

## 経歴
1881年（明治14年）後藤章臣、諸橋民三等と東京府六等属を拝命する。1882年（明治15年）五等属に進み、
1890年（明治23年）1月、本所区長に就任し、1899年（明治32年）2月まで務めた。
退官後は川崎貯蓄銀行本所支店長を務めた。